# Antoine Alphonse Chassepot

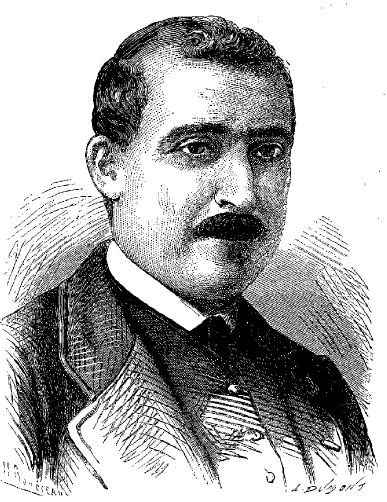
Antoine Alphonse Chassepot.

Antoine Alphonse Chassepot, född 4 mars 1833, död 5 februari 1905, var en fransk uppfinnare.

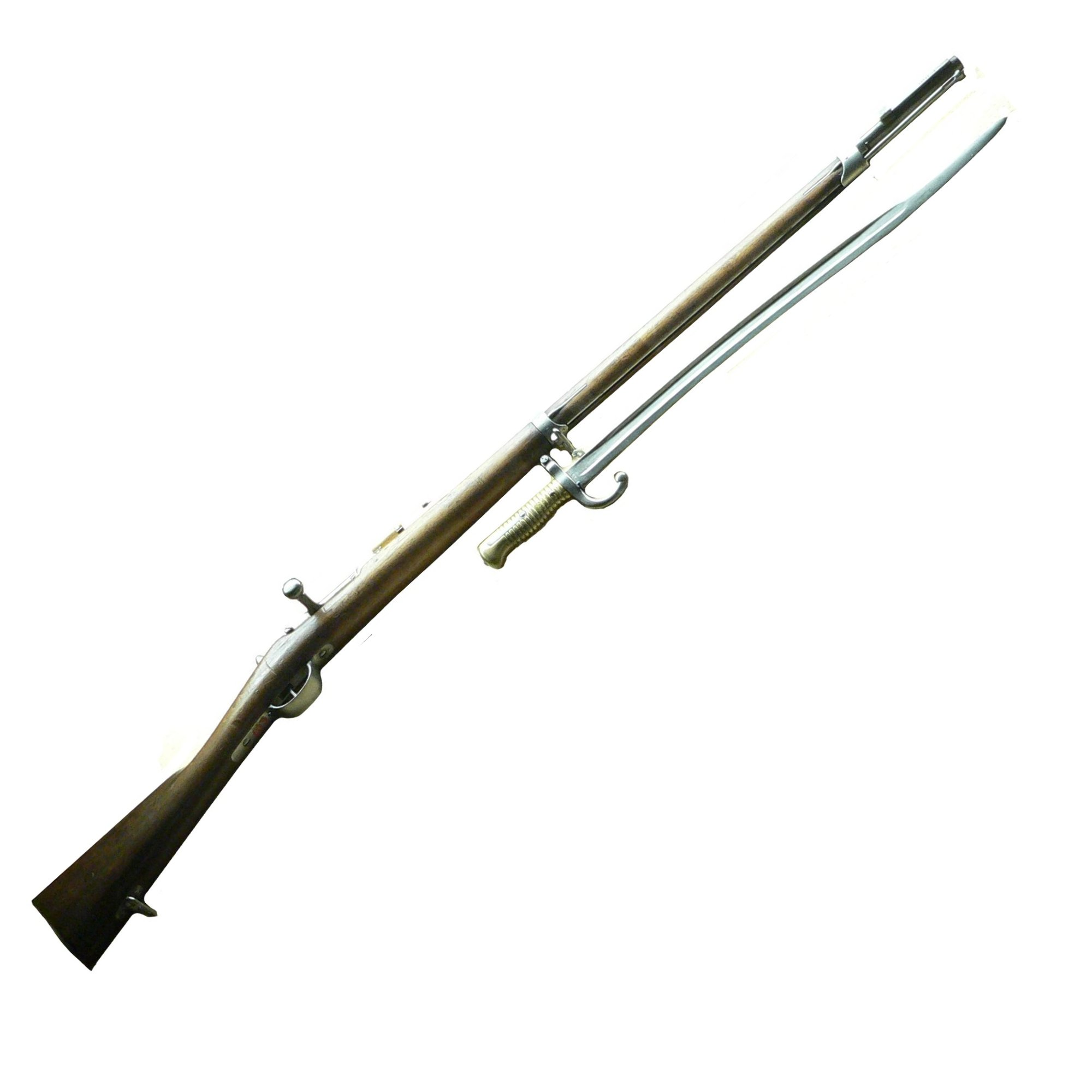
Chassepotgeväret, m/1866.

Chassepot är främst känd som konstruktör av det i Frankrike 1866 införda armégeväret, Chassepotgeväret, ett bakladdningsgevär med 11 millimeters kaliber, relativt enkel mekanism och för sin tid stor skottvid. Geväret visade sig under fransk-tyska kriget överlägset det i Preussen 1841 antagna tändnålsgeväret av Johann Nikolaus von Dreyses konstruktion.
Chassepot var först arbetare, sedan verkmästare och hade redan ett par år före Chassepotgevärets antagande blivit föreståndare för en egen vapenfabrik i Paris.